# José Eduardo Alvarez Ramírez
José Eduardo Alvarez Ramírez C.M. (* 22. März 1922 in Berlín, Departamento Usulután, El Salvador; † 10. Oktober 2000 in San Salvador) war von 4. November 1968 bis 7. März 1987 der erste Militärbischof der Fuerza Armada de El Salvador.
Er war der Sohn von Maria Rarmirez de Alvarez und Jose Eduardo Alvarez und wurde von seinen Schwestern Aida Alvarez Bates in Daly City und Amanda Alvarez Alvarayeros in San Salvador überlebt.

## Leben
Am 4. November 1945 wurde er zum Priester der Kongregation der Mission geweiht.
Am 7. Oktober 1965 wurde er zum Titularbischof von Tabunia und Weihbischof in San Salvador (El Salvador) ernannt und am 25. Januar 1966 zum Titularbischof von Tabunia geweiht.
Am 4. November 1968 wurde er zum Bischof der Fuerza Armada de El Salvador ernannt.
Am 9. Dezember 1969 wurde er zum Bischof von San Miguel in El Salvador ernannt.
Am 7. März 1987, wenige Wochen vor seinem 65. Geburtstag, wurde er zum Bischof der Fuerza Armada de El Salvador geweiht.
Wegen der Untätigkeit der Regierung Arturo Armando Molina bei der Aufklärung des Mordes an Pater Rutilio Grande SJ († 12. März 1977) und zwei weiteren Mitgliedern von dessen Gemeinde blieb Oscar Romero den Feierlichkeiten zum Amtsantritt von Präsident Carlos Humberto Romero am 1. Juli 1977 fern. José Eduardo Alvarez nahm hingegen demonstrativ teil und ließ dazu in der Bistumszeitung seine Dankpredigt abdrucken:

«Dejando aparte la política … El obispo Barrera de Santa Ana y yo, su obispo de San Miguel y vicario castrense, asistimos a esta ceremonia. - No hay iglesia perseguida. Solo hijos de la Iglesia que … han perdido el rumbo y están fuera de la ley.»

„Außerhalb jeglicher Politik … haben Bischof Barrera von Santa Ana und ich, Euer Bischof von San Miguel und Militärbischof, an dieser großartigen Zeremonie teilgenommen. - Es gibt keine verfolgte Kirche. Es gibt nur Söhne der Kirche, die … ihren Weg verloren haben und sich außerhalb des Gesetzes stellen.“

Am 10. April 1997 trat er 75-jährig als Bischof von San Miguel in El Salvador in den Ruhestand.
| Vorgänger                               | Amt                                                                                               | Nachfolger                  |
| --------------------------------------- | ------------------------------------------------------------------------------------------------- | --------------------------- |
| —                                       | Bischof des Titularbistum Tabunia 7. Oktober 1965 – 9. Dezember 1969                              | Jean-Baptiste Bui Tuân      |
| —                                       | Apostolischer Administrator des Militärordinariates von El Salvador 4. November 1968–7. März 1987 | Roberto Joaquín Ramos Umaña |
| Lorenzo Michele Joseph Graziano, O.F.M. | Bischof der Diözese San Miguel in El Salvador 9. Dezember 1969 bis 10. April 1997                 | Romeo Tovar Astorga, O.F.M. |
| Pedro Arnoldo Aparicio y Quintanilla    | Vorsitzender der Salvadorenischen Bischofskonferenz 1980 bis 1983                                 | Marco Rene Revelo Contreras |